# Dreibundplan 1868–1870

Staaten Europas vor 1870 und die Streitpunkte zwischen Frankreich, Österreich und Italien

Der Dreibundplan (oder Plan einer Triple-Allianz) war der Versuch, ein Bündnis von Österreich-Ungarn, Frankreich und Italien herzustellen. In den Jahren 1868 bis 1870 beabsichtigten die drei Länder zeitweise, auf diese Weise ihre eigene Sicherheit auszubauen und weitere Ziele zu erreichen. Der Plan scheiterte an den unterschiedlichen Zielen und an der unterschiedlichen Bereitschaft, im Kriegsfall einander beizustehen.
Die Bedeutung dieser Verhandlungen zeigte sich im Juli 1870: Fälschlicherweise glaubte die französische Regierung, sie hätte mit den beiden anderen Mächten dennoch ein gewisses Einvernehmen zum gemeinsamen Vorgehen. Mit diesem trügerischen Sicherheitsgefühl ließ Frankreich die Krise um die Hohenzollern-Kandidatur in Spanien eskalieren. Tatsächlich aber blieben Österreich-Ungarn und Italien im Deutsch-Französischen Krieg neutral.

## Vorgeschichte und Ziele

### Frankreich

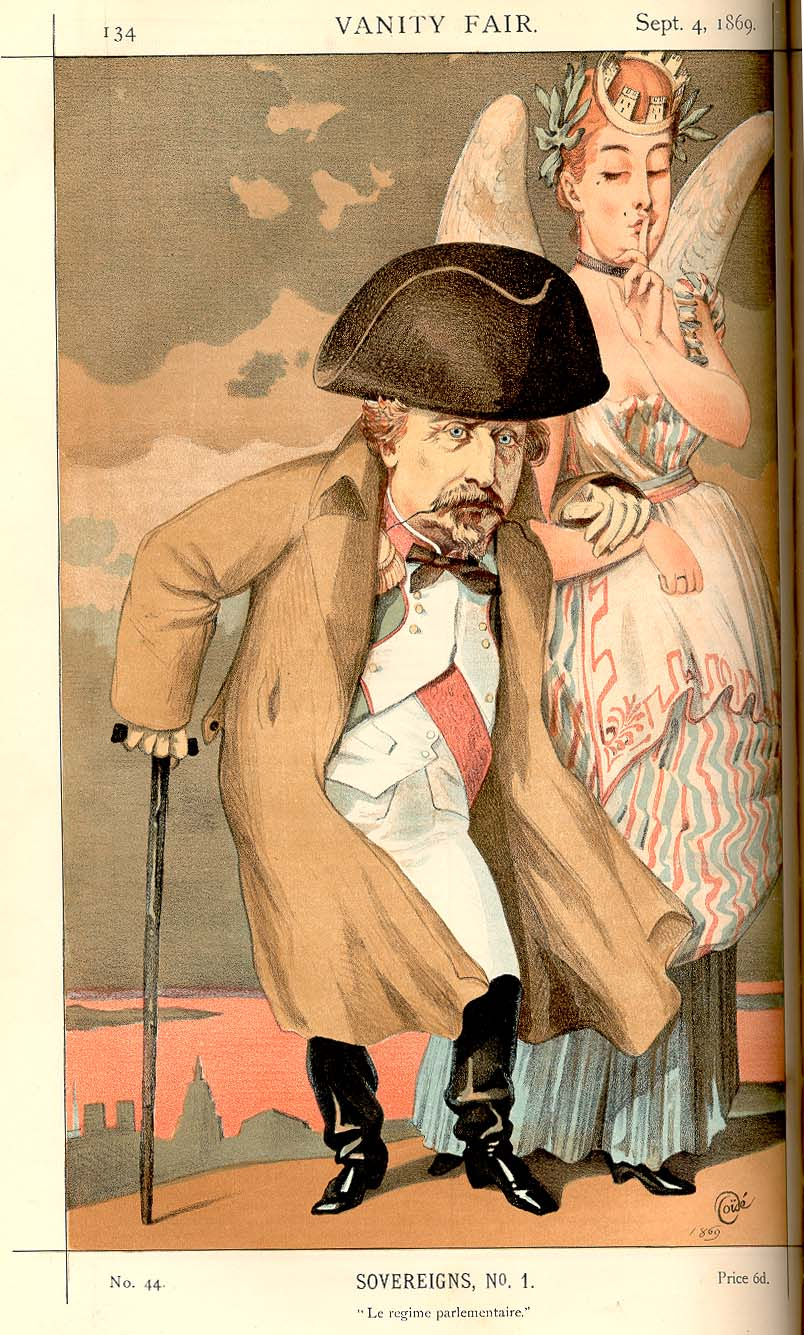
Eine Karikatur im englischen Vanity Fair, September 1869. Der französische Kaiser Napoleon III. braucht die Unterstützung der Dame Parlamentarismus, nachdem die Liberalen an Stärke gewonnen hatten.

Frankreich unter Napoleon III. betrieb eine widersprüchliche Außenpolitik: Einerseits setzte es sich für das Nationalitätenprinzip ein, vor allem in Italien und Deutschland, andererseits achtete es auch auf den eigenen Vorteil. Für das unsichere Regime Napoleons waren außenpolitische Erfolge von großer Bedeutung.
Bis 1866 zeigte Napoleon III. noch Sympathie für Preußen; dennoch hatte er mit Österreich einen Geheimvertrag für den Fall eines österreichisch-preußischen Krieges abgeschlossen. Das lag daran, dass er mit einem österreichischen Sieg rechnete. Für seine Neutralität im Kriegsfall wollte Napoleon III. über Deutschlands Zukunft mitentscheiden dürfen und eventuell das Rheinland unter seine Kontrolle bekommen. Als Preußen im Deutschen Krieg vom Sommer 1866 siegte, ging Frankreich leer aus und fühlte sich betrogen.
In der Folge zeigte das offizielle Frankreich sich als wohlwollend gegenüber Preußen und den Norddeutschen Bund. Nicht zuletzt wegen der Luxemburg-Krise 1867 aber rüstete es auf und versuchte, Preußen zum Krieg zu provozieren. Durch eine militärische Intervention sollte verhindert werden, dass Preußen stärker wurde und die süddeutschen Staaten zum Beitritt in den Norddeutschen Bund zwingen würde. Allan Mitchell zum Beispiel sieht in den Dreibund-Verhandlungen auch einen französischen Versuch, die Südstaaten zu ermutigen, sich Preußen zu widersetzen. Es sollte ihnen eine realistische Alternative geboten werden, während Preußen isoliert werden würde.

### Österreich-Ungarn
Österreich hatte zwar im Prager Frieden eingestehen müssen, dass der Deutsche Bund aufgelöst war und dass Preußen in Norddeutschland einen Bundesstaat errichten durfte. Die süddeutschen Staaten durften sich zu einem Staatenbund zusammenschließen (Süddeutscher Bund, wozu es allerdings nicht kam). Dennoch bemühte sich Österreich immer noch um einen „Wiedereintritt in Deutschland“.
Seit 1867 war Österreich eine Doppelmonarchie als Österreich-Ungarn; eine Absicherung in der Außenpolitik sollte auch gegen die innere Krise helfen. Die Doppelmonarchie suchte Schutz vor einem Angriff Italiens und wollte im Falle eines preußischen oder russischen Angriffs nicht isoliert sein.
Für Österreich-Ungarn lag die unmittelbare Gefahr jedoch im Osten. Die Doppelmonarchie brauchte Unterstützung gegen Russland und für die Verfolgung ihrer Interessen auf dem Balkan. Ein Bündnis mit Frankreich diente Österreich-Ungarn vor allem zur Absicherung gegen einen französischen Sieg gegen Preußen: In so einem Fall wollte Österreich-Ungarn ein Mitspracherecht über die Zukunft der deutschen Verhältnisse.

### Italien
Italien war seit 1860/1861 großteils ein Nationalstaat in den heute bekannten Grenzen. Im Krieg von 1866 hatte es von Österreich Venetien erhalten, was es sich in einem Allianzvertrag mit Preußen gesichert hatte. Doch ein letztes größeres Land blieb außerhalb des Königreichs Italien: der Kirchenstaat um Rom. Dort standen französische Truppen dem Papst militärisch bei. Dadurch kam Napoleon den Wünschen konservativer Katholiken in Frankreich und ganz Europa nach. Österreich-Ungarn hingegen, selbst traditionell dem Papst zugeneigt, hätte sich dem Dreibundes zuliebe mit dem Ende des Kirchenstaats abgefunden. Mit der Aussicht auf Rom, so die Erwartung in Wien, könnte Italiens Blick von Tirol abgelenkt werden.
Italien hatte keinen Streit mit Preußen. Stattdessen wollte es aus Rom bald die Hauptstadt des Königreichs machen und eventuell Nizza von Frankreich wiedererwerben und Tirol von Österreich erwerben. König Viktor Emanuel hätte auch gern seinen wackligen, von Republikanern angegriffenen Thron durch das Bündnis mit zwei Kaisern gestärkt. Anzubieten hatte Italien vor allem seine Neutralität, während seine angeblich 200.000 Soldaten (tatsächlich waren es eher 60.000) wegen mangelnder Eisenbahnstrecken nur schwer nach Österreich zu transportieren gewesen wären. So bot Italien im Dezember 1868 Österreich-Ungarn Neutralität an, auch bei einem österreichisch-russischen Krieg, verlangte dafür aber Tirol. Österreich-Ungarn hatte zwar gespannte Beziehungen mit Russland, fand aber den Preis für die italienische Neutralität zu hoch. Staatsminister Friedrich von Beust verwies die Italiener nach Paris.

## Verlauf der Verhandlungen
Napoleon III. bemühte sich seit 1868 um ein Bündnis mit Österreich-Ungarn, nachdem in Süddeutschland sich der Wunsch nach Eigenständigkeit verstärkt hatte. Daraufhin dachte Frankreich an ein Kriegsbündnis mit Österreich und Italien sowie die Bildung eines süddeutschen Bundes. Die Folgen des Krieges von 1866 sollten ausgelöscht werden.
Am 1. März 1869 arbeitete Napoleon III. bereits an einem Dreibund. Im Falle eines österreichisch-russischen Krieges würde Frankreich Truppen an den Rhein (das heißt an die Grenze mit Preußen) entsenden. Im Falle eines französisch-preußischen Krieges würde Österreich-Ungarn Truppen in Böhmen stationieren, um einzugreifen, falls Russland den Preußen beistehen würde. Italien hätte im Kriegsfall 200.000 Soldaten beizusteuern, wofür es mit Tirol zu belohnen sei. In der römischen Frage würden die beiden Kaiser vermitteln. Doch Österreich-Ungarn bekam Angst, seine Neutralität zu verlieren, und der französische Außenminister klagte darüber, dass der Vertragsentwurf einseitig Österreich-Ungarn begünstige.
Italien war unglücklich darüber, dass es seine Soldaten automatisch einsetzen müsse, sobald Österreich-Ungarn oder Frankreich sich zum Krieg entscheiden würden. Außerdem wollte es nur dann einem Dreibund beitreten, wenn die französischen Truppen aus Rom abgezogen werden, sagte der König dem französischen Außenminister am 25. Juni.
Dennoch kam es am 20. Mai 1869 noch zu einem erneuten Vertragsentwurf; die Monarchen von Frankreich und Österreich-Ungarn hatten sich bereits darauf verständigt, es fehlte aber noch die Zustimmung des italienischen Königs.

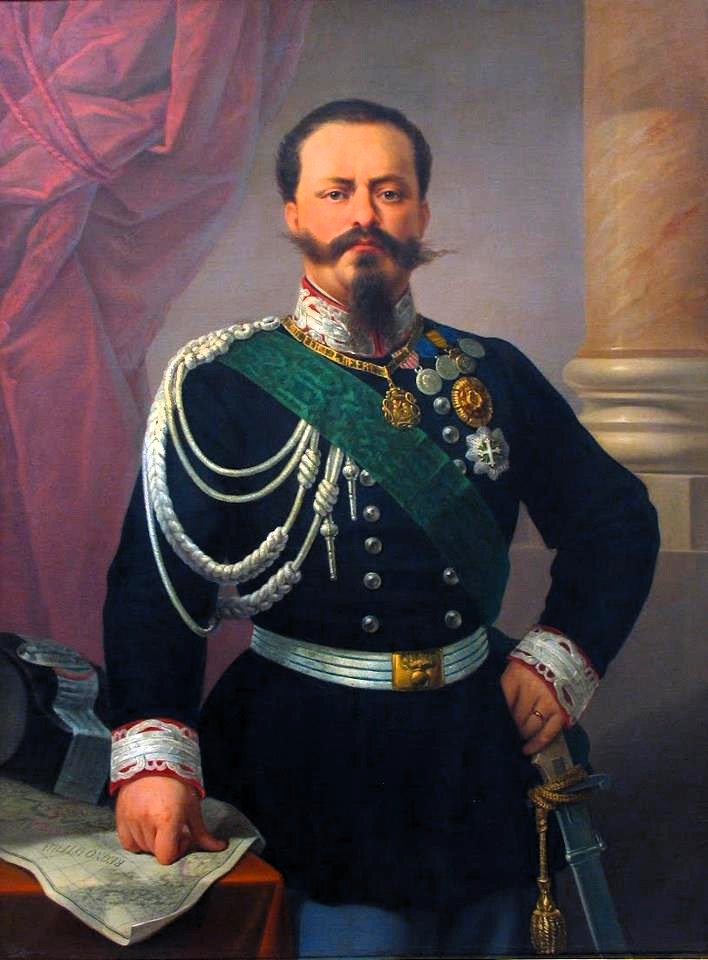
Der italienische König Viktor Emanuel II. Italien wollte Rom zu seiner Hauptstadt machen und strebte daher nach einer Annexion des Kirchenstaats. Napoleon III. aber lehnte dies ab und schützte den Kirchenstaat mit französischen Truppen.

Der Entwurf sah einen „Friedens-, Beistands- und Freundschaftspakt“ vor:
- Die drei Mächte beraten einander in allen wichtigen europäischen Fragen.
- Sie sichern einander ihr Staatsgebiet zu.
- In Krisenzeiten gründen sie ein Angriffs- und Verteidigungsbündnis.
- Über Friedensverhandlungen und Gebietsveränderungen nach einem Krieg entscheiden sie gemeinsam.
- Im Falle eines österreichisch-preußischen Krieges kommen Frankreich und Italien Österreich sofort zu Hilfe.
- Italien darf in oder bei Tunis einen Stützpunkt für seine Flotte aufbauen.
- Verletzt die Schweiz ihre Neutralität, erhält Italien das Tessin.
- Falls nach einem gemeinsamen siegreichen Krieg Österreich-Ungarn Gebiete gewinnt, erhält Italien von Österreich die Gebiete Trient und Rovereto. Bei einem entsprechenden Fall erhält Italien von Frankreich eine Grenzberichtigung bei Nizza.
- Frankreich unterstützt im Kriegsfall seine Partner finanziell (Italien durch Übernahme der Kosten, Österreich-Ungarn durch eine Anleihe).

Österreich-Ungarn wollte zusätzlich, dass es neutral bleiben könnte, käme es zu einem französisch-preußischen Krieg. Napoleon schien zeitweise dazu bereit zu sein, obwohl dadurch Paris zu einer zurückhaltenderen Politik gegenüber Preußen gezwungen worden wäre. Frankreich seinerseits hatte ursprünglich noch beabsichtigt, das Bündnis mit Österreich dazu zu nutzen, um nach einem Krieg in Deutschland einen neuen deutschen Bund zu schaffen, der aus möglichst gleich mächtigen Staaten bestanden hätte. Aus dieser Absicht wurde schließlich eine allgemeine Bestimmung, dass über Kompensationen und Gebietsveränderungen von den drei Mächten gemeinsam zu entscheiden sei.
Im Herbst 1869 tauschten die drei Monarchen Briefe über das Verhandlungsergebnis aus. Napoleon III. und Franz Joseph I. sicherten einander zu, vor Verhandlungen mit einer fremden Macht den jeweils anderen zu konsultieren. Nur Napoleon versprach sofortige Hilfe im Kriegsfall. König Viktor Emanuel II. blieb bei seinem Wunsch nach einem Dreibund, die Unterzeichnung könne aber nur nach einer Lösung der römischen Frage erfolgen.
Danach wurden die Verhandlungen zum Dreibund eingestellt. Sowohl Österreich-Ungarn als auch Frankreich zweifelten an der Verlässlichkeit und inneren Stärke des jeweils anderen. Österreich-Ungarn musste auf die Nationalitäten Rücksicht nehmen, Frankreich auf die liberale Opposition. Beide Mächte interessierten sich verstärkt wieder für ein besseres Verhältnis mit Russland, Österreich-Ungarn auch mit Preußen. (Frankreich war jedoch nicht bereit, Russland in der Frage der Meerengen nachzugeben, so dass eine Annäherung aussichtslos war.) Der französische Außenminister fragte sogar beim österreichischen Botschafter nach, ob Österreich eventuell Galizien an Russland abtreten könne. Als im Juni 1870 wiederum Österreich-Ungarn in Paris sondierte, ob Frankreich noch Interesse am Dreibund habe, antwortete der französische Außenminister Gramont: Man müsse die Sache im Moment ruhen lassen.

## Militärische Pläne

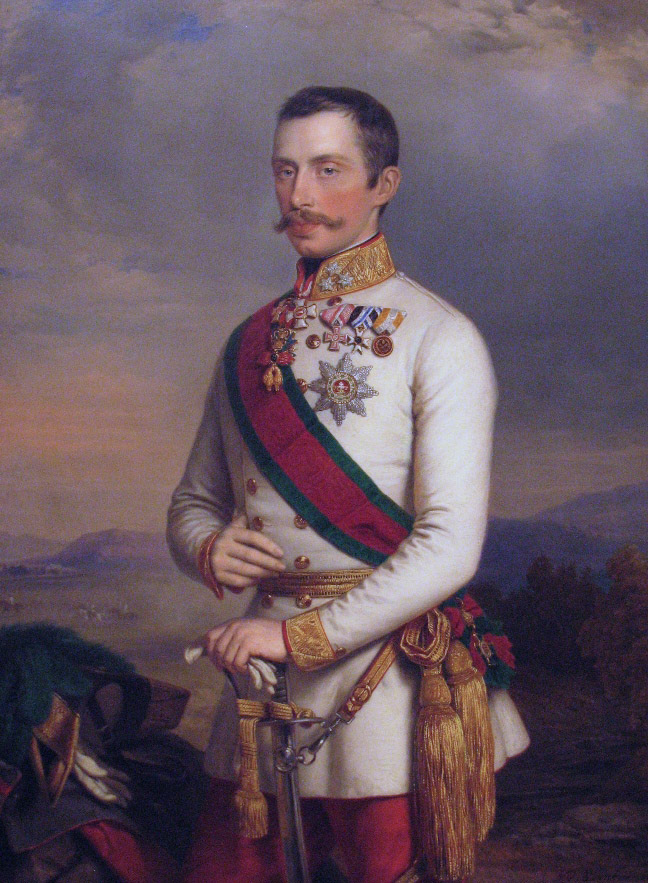
Erzherzog Albrecht von Österreich-Teschen im Jahr 1854

Im Frühjahr und Frühsommer 1870 bemühte sich Erzherzog Albrecht, der Generalinspektor der österreichischen Armee, um ein gemeinsames Vorgehen im Kriegsfall. Albrecht zufolge brauche Österreich-Ungarn sechs Wochen zur Mobilmachung und zum Aufmarsch in Böhmen. In dieser Zeit müsse Österreich neutral bleiben. Die französische Armee könne in dieser Zeit bereits in Süddeutschland einmarschieren und die Preußen an der Saar abwehren. Im bayerischen Franken sollten französische und österreichische Truppen sich vereinen und gemeinsam gegen Berlin vorgehen. Die Italiener würden in Bayern einrücken.
Napoleon und seine Minister berieten sich im Mai 1870 über diesen Kriegsplan. Sie beharrten auf einer Sicherheit, dass Österreich-Ungarn nicht doch noch neutral bleiben würde, während Frankreich bereits marschiert. Franz Joseph blieb aber beim früheren Standpunkt. Er ließ der französischen Regierung ausrichten: Engagiere Österreich-Ungarn sich von Kriegsbeginn an, dann würde Preußen sich auf das Nationale berufen und an die Deutschen in Süddeutschland und in Österreich-Ungarn appellieren. Anders wäre es, wenn Napoleon es gelänge, in Süddeutschland nicht als Feind, sondern als Befreier angesehen zu werden.
Im Mai 1870 war Außenminister Antoine de Gramont in Wien und wurde von Staatsminister Beust über die geheimen Dreibundverhandlungen aufgeklärt. Beust sicherte vage eine Unterstützung Frankreichs in der Spanischen Thronfolgefrage zu, warnte aber auch, zu früh einen Krieg einzuleiten. Wilfried Radewahn: „Mehr war zu diesem Zeitpunkt von Österreich nicht zu erwarten. Frankreich mußte die Initiative ergreifen, und es stellt sich die Frage, ob die französische Außenpolitik ungeachtet der offiziellen Friedenserklärungen nicht doch die Weichen für eine Entscheidung gegen Preußen zu stellen suchte.“

## Einordnung und Folgen

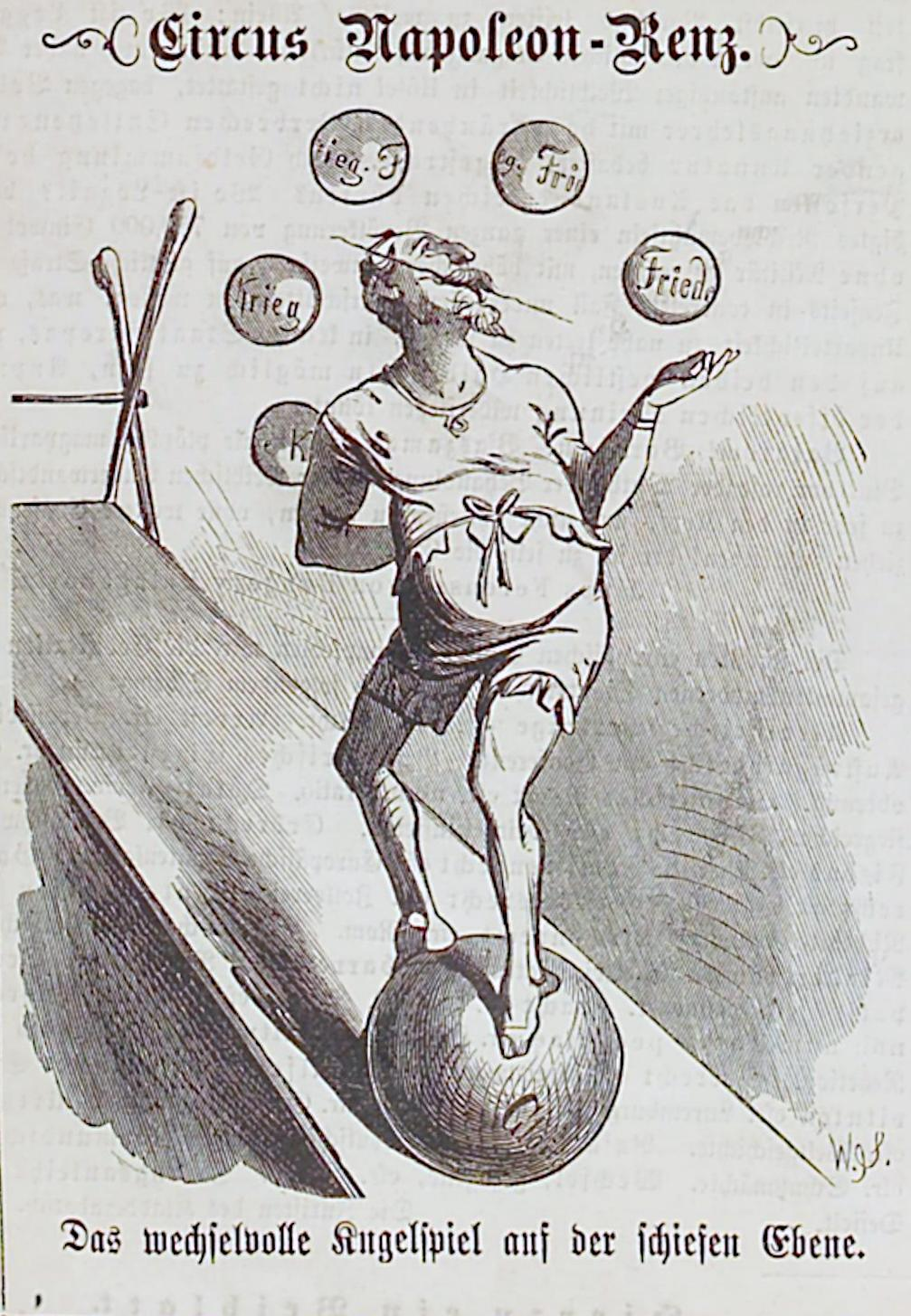
Kladderadatsch aus dem Jahr 1869: Napoleon III. als Zirkus-Attraktion, mit Krieg und Frieden jonglierend

David Wetzel bringt das Dilemma auf den Punkt: Frankreich suchte Hilfe gegen Preußen, Österreich-Ungarn gegen Russland. Trotz einiger Versuche konnte dieser Gegensatz nicht überwunden werden. Frankreich hätte die Warnungen, die die österreichischen und italienischen Vertreter gemacht hatten, ernster nehmen müssen. „Doch diese Vorbehalte bewirkten nichts bei denen, auf deren Schultern die Verantwortung für die tragischen Umstände des Juli 1870 lag.“
Obwohl das offizielle Frankreich sich aus Kalkül zurückhielt, war die französische Regierung in hohem Maße zu einem Krieg mit Preußen bereit. Napoleon III. ging irrigerweise davon aus, dass die Briefe der drei Monarchen einer moralischen Verpflichtung gleichkämen. (Tatsächlich aber lagen keine konkreten Absprachen vor.) Nach dem für Napoleon glücklichen Ausgang des Plebiszits vom 8. Mai 1870 sah er außerdem seine innenpolitische Situation gestärkt. Die Kriegspartei in der französischen Führung und Napoleon waren allerdings verzweifelt, dass Preußen keinen Anlass für einen Krieg gab. Die eigentliche Herausforderung für Frankreich bestand darin zu sorgen, dass im Kriegsfall nur der Norden, nicht auch der Süden Deutschlands gegen Frankreich stehen würde.
Anfang Juli wurde in Paris bekannt, dass der Hohenzollernprinz Leopold Kandidat für den spanischen Thron war. Sofort wandte sich die französische Regierung empört an die Öffentlichkeit und machte eine Verhandlungslösung unmöglich. Auf einer Ministerratssitzung am 6. Juli verlas Napoleon III. die Monarchenbriefe, die er als Hilfsversprechen interpretierte. Neben Österreich-Ungarn und Italien glaubte man in Paris auch die Welfen und Dänemark an seiner Seite; die süddeutschen Staaten würden neutral bleiben. Später hoffte man, ebenso vergeblich, auf die Unterstützung Rumäniens und des Osmanischen Reiches. Russland lehnte es ab, den Aktionen eines Dreibundes zuzustimmen, da es befürchtete, danach in Europa isoliert zu sein. Viel lieber sah Russland ein Gleichgewicht zwischen Frankreich, Preußen und Österreich.
Im Deutsch-Französischen Krieg blieb Frankreich isoliert. Sein Kriegsgrund, die preußische Verweigerung eines ewigen Verzichts auf eine Hohenzollern-Kandidatur in Spanien, wurde in Europa als nichtig angesehen. Die französischen Truppen aus Rom wurden nach Frankreich zurückbeordert, und Italien annektierte den Kirchenstaat. Im September 1870 wurde Napoleon III. Kriegsgefangener und sein Regime durch eine Republik abgelöst. Die süddeutschen Staaten traten dem Norddeutschen Bund bei, wodurch das Deutsche Kaiserreich entstand. Österreich erkannte die neue Situation an und damit seinen endgültigen Ausschluss aus Deutschland.

## Belege
1. ↑  Allan Mitchell: Bismarck and the French Nation 1848–1890. Pegasus, New York 1971, S. 49.
2. ↑  Heinrich Lutz: Außenpolitische Tendenzen der Habsburger Monarchie von 1866 bis 1870: „Wiedereintritt in Deutschland“ und Konsolidierung als europäische Macht im Bündnis mit Frankreich. In: Eberhard Kolb (Hrsg.): Europa vor dem Krieg von 1870. Mächtekonstellation – Konfliktfelder – Kriegsausbruch. R. Oldenbourg, München 1987, S. 1–16, hier S. 8.
3. ↑  David Wetzel: A Duel of Nations. Germany, France and the Diplomacy of the War 1870–1871. The University of Wisconsin Press, Madison/London 2012, S. 30/31.
4. ↑  Heinrich Lutz: Außenpolitische Tendenzen der Habsburger Monarchie von 1866 bis 1870: „Wiedereintritt in Deutschland“ und Konsolidierung als europäische Macht im Bündnis mit Frankreich. In: Eberhard Kolb (Hrsg.): Europa vor dem Krieg von 1870. Mächtekonstellation – Konfliktfelder – Kriegsausbruch. R. Oldenbourg, München 1987, S. 1–16, hier S. 10.
5. ↑  David Wetzel: A Duel of Nations. Germany, France and the Diplomacy of the War 1870–1871. The University of Wisconsin Press, Madison/London 2012, S. 30.
6. ↑  David Wetzel: A Duel of Nations. Germany, France and the Diplomacy of the War 1870–1871. The University of Wisconsin Press, Madison/London 2012, S. 27/28.
7. ↑  Wilfried Radewahn: Europäische Fragen und Konfliktzonen im Kalkül der französischen Außenpolitik vor dem Krieg von 1870. In: Eberhard Kolb (Hrsg.): Europa vor dem Krieg von 1870. Mächtekonstellation – Konfliktfelder – Kriegsausbruch. R. Oldenbourg, München 1987, S. 33–64, hier S. 49/50.
8. ↑  David Wetzel: A Duel of Nations. Germany, France and the Diplomacy of the War 1870–1871. The University of Wisconsin Press, Madison/London 2012, S. 29.
9. ↑  David Wetzel: A Duel of Nations. Germany, France and the Diplomacy of the War 1870–1871. The University of Wisconsin Press, Madison/London 2012, S. 29/30.
10. ↑  Heinrich Lutz: Außenpolitische Tendenzen der Habsburger Monarchie von 1866 bis 1870: „Wiedereintritt in Deutschland“ und Konsolidierung als europäische Macht im Bündnis mit Frankreich. In: Eberhard Kolb (Hrsg.): Europa vor dem Krieg von 1870. Mächtekonstellation – Konfliktfelder – Kriegsausbruch. R. Oldenbourg, München 1987, S. 1–16, hier S. 5/6.
11. ↑  Heinrich Lutz: Außenpolitische Tendenzen der Habsburger Monarchie von 1866 bis 1870: „Wiedereintritt in Deutschland“ und Konsolidierung als europäische Macht im Bündnis mit Frankreich. In: Eberhard Kolb (Hrsg.): Europa vor dem Krieg von 1870. Mächtekonstellation – Konfliktfelder – Kriegsausbruch. R. Oldenbourg, München 1987, S. 1–16, hier S. 6–8.
12. ↑  Heinrich Lutz: Außenpolitische Tendenzen der Habsburger Monarchie von 1866 bis 1870: „Wiedereintritt in Deutschland“ und Konsolidierung als europäische Macht im Bündnis mit Frankreich. In: Eberhard Kolb (Hrsg.): Europa vor dem Krieg von 1870. Mächtekonstellation – Konfliktfelder – Kriegsausbruch. R. Oldenbourg, München 1987, S. 1–16, hier S. 9.
13. ↑  Wilfried Radewahn: Europäische Fragen und Konfliktzonen im Kalkül der französischen Außenpolitik vor dem Krieg von 1870. In: Eberhard Kolb (Hrsg.): Europa vor dem Krieg von 1870. Mächtekonstellation – Konfliktfelder – Kriegsausbruch. R. Oldenbourg, München 1987, S. 33–64, hier S. 53.
14. ↑  Heinrich Lutz: Außenpolitische Tendenzen der Habsburger Monarchie von 1866 bis 1870: „Wiedereintritt in Deutschland“ und Konsolidierung als europäische Macht im Bündnis mit Frankreich. In: Eberhard Kolb (Hrsg.): Europa vor dem Krieg von 1870. Mächtekonstellation – Konfliktfelder – Kriegsausbruch. R. Oldenbourg, München 1987, S. 1–16, hier S. 10–12.
15. ↑  Heinrich Lutz: Außenpolitische Tendenzen der Habsburger Monarchie von 1866 bis 1870: „Wiedereintritt in Deutschland“ und Konsolidierung als europäische Macht im Bündnis mit Frankreich. In: Eberhard Kolb (Hrsg.): Europa vor dem Krieg von 1870. Mächtekonstellation – Konfliktfelder – Kriegsausbruch. R. Oldenbourg, München 1987, S. 1–16, hier S. 13/14.
16. ↑  Heinrich Lutz: Außenpolitische Tendenzen der Habsburger Monarchie von 1866 bis 1870: „Wiedereintritt in Deutschland“ und Konsolidierung als europäische Macht im Bündnis mit Frankreich. In: Eberhard Kolb (Hrsg.): Europa vor dem Krieg von 1870. Mächtekonstellation – Konfliktfelder – Kriegsausbruch. R. Oldenbourg, München 1987, S. 1–16, hier S. 14/15.
17. ↑  Wilfried Radewahn: Europäische Fragen und Konfliktzonen im Kalkül der französischen Außenpolitik vor dem Krieg von 1870. In: Eberhard Kolb (Hrsg.): Europa vor dem Krieg von 1870. Mächtekonstellation – Konfliktfelder – Kriegsausbruch. R. Oldenbourg, München 1987, S. 33–64, hier S. 55.
18. ↑  David Wetzel: A Duel of Nations. Germany, France and the Diplomacy of the War 1870–1871. The University of Wisconsin Press, Madison/London 2012, S. 31/32.
19. ↑  Wilfried Radewahn: Europäische Fragen und Konfliktzonen im Kalkül der französischen Außenpolitik vor dem Krieg von 1870. In: Eberhard Kolb (Hrsg.): Europa vor dem Krieg von 1870. Mächtekonstellation – Konfliktfelder – Kriegsausbruch. R. Oldenbourg, München 1987, S. 33–64, hier S. 50/52.
20. ↑  Wilfried Radewahn: Europäische Fragen und Konfliktzonen im Kalkül der französischen Außenpolitik vor dem Krieg von 1870. In: Eberhard Kolb (Hrsg.): Europa vor dem Krieg von 1870. Mächtekonstellation – Konfliktfelder – Kriegsausbruch. R. Oldenbourg, München 1987, S. 33–64, hier S. 57–60.